# Gelasinibracon sedlaceki
Gelasinibracon sedlaceki är en stekelart som beskrevs av Donald L.J. Quicke 1989. Gelasinibracon sedlaceki ingår i släktet Gelasinibracon och familjen bracksteklar. Inga underarter finns listade i Catalogue of Life.